# Wendler Attila
Wendler Attila (Budapest, 1959. október 7.) magyar operaénekes (tenor).

## Életpályája
Énektanulmányait 1979-ben kezdte. Tanulmányai befejezése után 1987-ig a Pécsi Nemzeti Színházban énekelt, ezt követően a Magyar Állami Operaház szerződtette magánénekesként. Elsősorban olasz operák tenor főszerepeit alakítja, de a francia és német repertoár karakterszerepeiben is fellép. Vendégszerepelt Európa számos országában valamint az Egyesült Államokban is. Oratóriumok tenorszólamait is énekli, gyakori szereplője hangversenyeknek. 2015 januárja óta az Opera Nagykövete.

## Főbb szerepei
- Bizet: Carmen – Don José
- Britten: Albert Herring – Albert Herring
- Csajkovszkij: Anyegin – Lenszkij
- Mozart: A varázsfuvola – Tamino
- Puccini: Tosca – Cavaradossi
- Puccini: Bohémélet – Rodolfo
- Rossini: Hamupipőke – Ramiro
- R. Strauss: Elektra – Aegisthus
- R. Strauss: Salome – Narraboth
- Verdi: Otello – Otello
- Weill: Mahagonny városának felemelkedése és bukása – Jim Mahoney